# مستودع (نظام تحكم بالمراجعات)
في أنظمة التحكم بالمراجعات يُعرف المستودع أو الخَازِنَة (بالإنجليزية: repository)  بأنه بنية بيانات على قرص التخزين يستخدم لحفظ البيانات الوصفية لمجموعة من الملفات أو تركيبة مجلد. وبحسب نوع نظام التحكم بالمراجعات، مُتوزع (مثل: جت أو ميركوريال) أو مركزي (مثل: سبفرجن) فقد يتم حفظ البيانات في مستودع متوزع لدى نظام كل مستخدم أو يكون مخزنا في خادم واحد.  بعض من البيانات الوصفية التي يحويها المستودع تشمل من بين أمور أخرى:
- سجل تأريخي للتغييرات في المستودع.
- مجموعة من بيانات التضمينات.
- مجموعة من البيانات الثانوية المتعلقة بالتضيمانت مثل البيانات الرأسية لكل تضمين (head).